# AltiVec
O AltiVec é uma extensão SIMD do processador PowerPC destinada a melhorar o desempenho de qualquer aplicação que permita o processamento em paralelo de dados.
Utiliza um conjunto distinto de 32 registradores de 128 bits que podem conter vários itens de dados de diversos formatos, incluindo representações de inteiros e de vírgula flutuante. Estes dados são utilizados por instruções que permitem tratar de uma só vez:
- 16 caracteres ou inteiros de 8 bits, com ou sem sinal.
- 8 inteiros de 16 bits, com ou sem sinal.
- 4 inteiros de 32 bits, com ou sem sinal.
- 4 números representados em vírgula flutuante de 32 bits.